# Sarah Butler
Sarah Butler, född 11 februari 1985 i Tacoma, Washington USA, är en amerikansk skådespelare.

## Biografi
Butler växte upp i Puyallup i Washington och började tidigt intressera sig för konst. Butler sjöng i körer, deltog i sångtävlingar och uppträdde i skolpjäser och lokalteater. Hon flyttade till Los Angeles för att studera teater och kom sen att spela Belle i Skönheten och odjuret under 18 månader i Disneyland, där hon även kom att spela Snövit. 
Butler hoppade av college för att hitta en agent och började sen söka roller i filmer och TV-serier. Snart fick hon gästrollern i TV-serierna CSI: Miami och CSI:NY följt av ett par filmroller och hon fick sen en roll i webbserien Luke 11:17. Det stora genombrottet fick hon år 2010 då hon medverkade i filmen I Spit on Your Grave.

## Filmografi i urval

### Filmer
- 2007 - A Couple of White Chicks at the Hairdresser
- 2010 - I Spit on Your Grave
- 2012 - The Philly Kid
- 2013 - The Demented
- 2014 - Free Fall
- 2015 - I Spit on Your Grave 3: Vengeance Is Mine
- 2016 - Before the Sun Explodes

### TV-serier
- 2004 - Love's a Trip
- 2008 - Luke 11:17
- 2008 - CSI: Miami
- 2009 - CSI:NY
- 2013 - Twisted Tales
- 2014 - Castle
- 2015 - CSI: Cyber